# 克里斯赫纳拉耶普拉姆
克里斯赫纳拉耶普拉姆（Krishnarayapuram），是印度泰米尔纳德邦Kapur县的一个城镇。总人口10526（2001年）。

## 人口
该地2001年总人口10526人，其中男性5222人，女性5304人；0—6岁人口1293人，其中男704人，女589人；识字率60.82%，其中男性为67.66%，女性为54.09%。